# Fejér Gyula
Fejér Gyula, születési és 1898-ig használt nevén Weisz Gyula (Sarkad, 1868. június 17. – Budapest, 1936. október 10.) szemész, kórházi főorvos.

## Életpályája
Weisz Ignác nádudvari földbirtokos és Bleier Ernesztin (Netti) fiaként született. Orvosi tanulmányait a Bécsi Egyetem Orvostudományi Karán végezte. 1891. május 2-án avatták orvosdoktorrá. 1891 és 1898 között a Pesti Izraelita Hitközség Szabolcs Utcai Kórházának Szemészeti Osztályán alorvosaként működött. 1898-ban kinevezték a budapesti Szent Margit Kórház rendelő-főorvosává. Az első világháború idején az Izraelita Siketnémák Intézetében működő hadikórházban is gyógyított. 1924 márciusában a hitközség elöljárósága egyhangúlag megválasztotta a Mohr Mihály egyetemi tanár elhalálozásával megüresedett szemészfőorvosi tisztségre. 1934-es nyugalomba vonulásáig a Zsidókórházban dolgozott.
Tagja volt az Izraelita Szünidei Gyermektelep Egyesületnek és Magyar Szemorvos Társaságnak. Szakcikkei megjelentek angol, német és magyar szaklapokban. 1915-től haláláig a Nádor utca 11. lakója volt.
Felesége Zimmermann Szidónia (1874–1956) volt, Zimmermann Adolf mádi földbirtokos és Lőwy Amália lánya, akivel 1900. május 17-én Mádon kötött házasságot.
A Kozma utcai izraelita temetőben helyezték nyugalomra a Szentegylet által felajánlott díszsírhelyen. A temetésen a Pesti Izraelita Hitközséget Rosenák Miksa, Zahler Emil és Kippler Sándor képviselte. A gyászszertartáson Linetzky Bernát főkántor funkcionált, a gyászbeszédet Hevesi Simon vezető főrabbi mondta. A hitközség elöljárósága nevében Rosenák Miksa, a hitközség kórházai nevében pedig Acél Dezső igazgatófőorvos mondott búcsúztatót.

## Művei
- Adatok a blenorrhoa sacci lacrymalis kórképéhez és gyógykezeléséhez. (Orvosi Hetilap, 1900, 33.)
- Myxo-sarcoma retrobulbare operált esete. (Orvosi Hetilap, 1900, 51.)
- A szemhéjgörcs neuropathikus alakjairól. (Orvosi Hetilap, 1901, 25.)
- Mintaszerű szemészeti klinika. Tárca. (Gyógyászat, 1904, 2.)
- Az ideges (neurasthenias) szempanaszokról és ezzel összefüggő koradatokról a szemészeti gyakorlatban. (Gyógyászat, 1905, 36–37.)
- Az újszülöttek veleszületett könytömlő genyedéséről. Előadta a Magyar Orvosok és Természetvizsgálók szegedi vándorgyűlésén. (Gyógyászat, 1905, 50.)
- Adatok az ophthalmoplegia interna kórtanához. (Budapesti Orvosi Újság, 1906, 42.)
- A vakok újságja. (Jó Egészség, 1907, 1.)
- A látóidegfő szemölcsszerű elváltozásáról. (Gyógyászat, 1909, 28.)
- A szem sérüléseiről, az ipari balesetek szempontjából. (Budapesti Orvosi Újság, 1910, 40.)
- A látásról – a szem boncztana és élettana kapcsán. (Jó Egészség, 1911, 11.)
- Adatok a szem balesete elhárításának kérdéséhez. (Munkásügyi Szemle, 1913, 11.)
- A mindennapi szembetegségek diagnostikája és therápiája. (Budapesti Orvosi Újság, 1913, 49.)
- Egy szem értékéről – a munkaképesség csökkenésének szempontjából. (Munkásügyi Szemle, 1914, 4.)
- A járványos szemgyulladásról. (Jó Egészség, 1919, 1.)
- Az iris szövetének egy sajátságos elváltozásáról. (Gyógyászat, 1923, 13.)
- Faszéngőzök belégzése által okozott kétoldalú vakság gyógyult esete. (Gyógyászat, 1923, 50.)
- Adatok az irido cyclitis sympathica aetiologiájához és kórképéhez. (Gyógyászat, 1926, 27.)
- A tarsitis-ről. (Gyógyászat, 1930, 45.)
- A bulbusba jutott és bent maradt idegentestek sorsáról. (Orvosi Hetilap, 1932, 8.)
- Cholesterinjegecek a szem mellső csarnokában. (Orvosi Hetilap, 1932, 30.)
- Tenniszlabda által okozott szemsérülésekről. (Gyógyászat, 1932, 34.)
- A látásról és a szemüveg viselésről. (Jó Egészség, 1933, 11–12.)